# Abierto al anochecer
Abierto al anochecer fue un programa de televisión, emitido por Antena 3 en 2002. Se programaba semanalmente los martes a las 23,45 horas y tenía una duración de dos horas.

## Historia
El programa constituyó un intento de los directivos de Antena 3 de competir, en la franja horaria nocturna, por la audiencia con la otra cadena privada en ese momento en España, Telecinco que a esa hora emitía el imbatible Crónicas marcianas, de Javier Sardà.
Se encargó la tarea a Cuarzo Producciones, de Ana Rosa Quintana. Si bien en su primera etapa, hasta junio de 2002, obtuvo resultados de audiencia aceptables, llegando a superar a Telecinco el 5 de febrero de 2002, con la etapa que comenzó en septiembre, los índicies fueron más discretos con una media de share de 19,5% (1.422.000 espectadores), muy lejos sin embargo del 31,6% (y 1.798.000 espectadores) de su más directo rival, Crónicas marcianas. Esta circunstancia precipitaría la definitiva cancelación del programa.

## Formato
Respondía al formato conocido como Late night, con plató que pretendía ser un remedo de un loft neoyorkino. Muy centrado en temas de crónica social, cada semana acudía al plató una celebridad que se sometía al interrogatorio de los periodistas y colaboradores presentes. Además había secciones eróticas y se abordaban otros temas de actualidad.

## Colaboradores
Fueron colaboradores habituales del programa: 
- Jimmy Giménez Arnau
- Josep Sandoval
- Karmele Marchante
- María Patiño
- Miguel Temprano

## Invitados
Entre otros, pasaron por el programa:
- Antonio David Flores
- Belén Esteban
- Carmina Ordóñez
- Ernesto Neyra
- José Luis de Vilallonga
- José Sancho
- Karina
- Marc Ostarcevic
- María José Galera
- Marujita Díaz
- Óscar Lozano
- Pocholo Martínez-Bordiú
- Sonia Moldes
- Yola Berrocal